# Bayside (Band)
Bayside ist eine amerikanische Alternative-Rock-Gruppe, die 2000 in Long Island gegründet wurde.

## Geschichte
Bayside entstand während des Winters 2000 in Long Island, New York. Unter den Einflüssen von Bands wie Smoking Popes, The Cure, The Smiths und Nirvana entwickelten sie einen eigenen Stil, der sich vor allem durch aussagekräftige Texte sowie kraftvolle Gitarrensounds ausdrückt.
Die Band ging auf Tour und die erste EP Long Stories Short wurde 2001 unter dem Indie-Label Dying Wish Records veröffentlicht.
2003 erschien das zweite Studioalbum Split, welches Bayside zusammen mit der Poppunk-Band Name Taken aufnahm.
Im darauffolgenden Jahr erschien das nächste Album Sirens and Condolences, mittlerweile hatte die Bayside das Label gewechselt und war nun bei Victory Records unter Vertrag. Nicht nur das Plattenlabel, sondern auch die Besetzung der Band änderte sich, Jim Mitchell (Schlagzeug) wurde von John „Beatz“ Holohan abgelöst und an die Stelle von Andrew Elderbaum (Bass) trat Nick Ghanbarian. Sänger Anthony Raneri und Gitarrist Jack O’Shea blieben in der Band.
Eine längere Tour folgte, auf der die Band nach eigenen Aussagen zu einer Musikalischen Einheit zusammenwuchs. Demzufolge entschied man sich für das nächste Album den Bandnamen Bayside zu übernehmen, da die Band nun das war was sie erreichen wollten.
Nach dem Release des Albums Bayside begab sich die Band auf die Never Sleep Again-Tour mit den Bands Aiden, Hawthorne Heights und Silverstein.
Am Morgen des 31. Oktober 2005 befand sich die Band auf dem Weg zum nächsten Auftritt in Salt Lake City. Während der Fahrt geriet der Van, in dem sich die gesamte Band befand, durch Glatteis ins Schleudern und überschlug sich. Schlagzeuger John „Beatz“ Holohan kam bei dem Unfall ums Leben, Bassist Nick Ghanbarian wurde schwer verletzt. Die restlichen Insassen kamen mit leichten Verletzungen davon.
Nachdem Bayside die Tour vorerst verlassen hatte, entschieden sich Sänger Anthony Raneri und Gitarrist Jack O’Shea in Gedenken an ihren verstorbenen Schlagzeuger noch einmal aufzutreten. Sie spielten das letzte Konzert der Tour im House of Blues in Chicago als Akustik-Duo, ohne Bass und Schlagzeug. Das Konzert wurde aufgezeichnet und als Bonus dem Acoustic Album als DVD beigelegt. Das Album wurde im Februar 2006 veröffentlicht und enthält den Song Winter, der ein Gedenksong für den verstorbenen John Holohan ist.
Nachdem Bassist Ghanbarian sich erholt hatte und mit Chris Guglielmo ein Nachfolger für Holohan gefunden war, begann die Band 2006 an ihrem nächsten Album The Walking Wounded zu arbeiten, welches am 6. Februar 2007 veröffentlicht wurde und Platz 4 in den „Top Independent Album“-Charts erreichte. Mitte 2008 wurde das Album mit einer zusätzlichen Bonus-DVD als „Gold Edition“ erneut veröffentlicht, welche neben einer Dokumentation über die Band auch einige neue Akustikaufnahmen sowie einen Tourfilm enthält.
Im Juli/August 2008 ging die Band als Support zusammen mit Alkaline Trio auf Tour und begann die Arbeiten für das neue Studioalbum „Shudder“, welches nach der ersten Single „No One Understands“ (VÖ: 9. September 2008) am 30. September 2008 unter Victory Records erschien.
Gleichzeitig wurde ein Livealbum veröffentlicht, welches Aufnahmen von einem Konzert für den „Bayside Social Club“ in New York enthält, das am 17. August 2008 stattfand. – Daher auch der Titel „Live at the Bayside Social Club“.
Unter anderem sind Songs von Bayside in Computerspielen der Reihe NHL enthalten.

## Diskografie
Studioalben

| Jahr | Titel Musiklabel                                         | Höchstplatzierung, Gesamtwochen, AuszeichnungChartsChartplatzierungen (Jahr, Titel, Musiklabel, Platzierungen, Wochen, Auszeichnungen, Anmerkungen) | Anmerkungen                              |
| Jahr | Titel Musiklabel                                         | US | Anmerkungen                              |
| ---- | -------------------------------------------------------- | --- | ---------------------------------------- |
| 2004 | Sirens and Condolences Victory Records                   | — | Erstveröffentlichung: 27. Januar 2004    |
| 2005 | Bayside Victory Records                                  | US153 (1 Wo.)US | Erstveröffentlichung: 23. August 2005    |
| 2007 | The Walking Wounded Victory Records                      | US75 (3 Wo.)US | Erstveröffentlichung: 6. Februar 2007    |
| 2008 | Shudder Victory Records                                  | US54 (2 Wo.)US | Erstveröffentlichung: 30. September 2008 |
| 2011 | Killing Time Wind-Up Records                             | US35 (1 Wo.)US | Erstveröffentlichung: 22. Februar 2011   |
| 2014 | Cult Hopeless Records                                    | US24 (1 Wo.)US | Erstveröffentlichung: 28. Februar 2014   |
| 2016 | Vacancy Hopeless Records                                 | US69 (1 Wo.)US | Erstveröffentlichung: 19. Februar 2014   |
| 2019 | Interrobang Hopeless Records                             | US109 (1 Wo.)US | Erstveröffentlichung: 4. Oktober 2019    |
| 2024 | There Are Worst Things Than Being Alive Hopeless Records | — | Erstveröffentlichung: 5. April 2024      |

Livealben
- 2008: Live at the Bayside Social Club (Victory Records)

EPs

| Jahr | Titel Musiklabel         | Höchstplatzierung, Gesamtwochen, AuszeichnungChartsChartplatzierungen (Jahr, Titel, Musiklabel, Platzierungen, Wochen, Auszeichnungen, Anmerkungen) | Anmerkungen           |
| Jahr | Titel Musiklabel         | US | Anmerkungen           |
| ---- | ------------------------ | --- | --------------------- |
| 2006 | Acoustic Victory Records | US200 (1 Wo.)US | Erstveröffentlichung: |

- 2000: 5 Song Demo
- 2001: Long Stories Short (Dying Wish Records)
- 2001: Bayside Demo
- 2003: Bayside/Name Taken Split (Dying Wish Records)